# Bill Shankly
William "Bill" Shankly OBE (2. září 1913 – 29. září 1981) byl skotský fotbalista a manažer Liverpool FC.
Shankly se ujal Liverpoolu, když byl v Druhé lize a pod jeho vedením se stal elitním anglickým a evropským celkem. Do První Divize se Liverpool dostal v roce 1962, poté získal 3 ligové tituly, vyhrál 2× FA Cup, čtyřikrát Community Shield a jednou Pohár UEFA. Shankly oznámil svůj překvapivý odchod z fotbalu pár týdnů poté, co Liverpool vyhrál v roce 1974 FA Cup. U týmu působil patnáct let, jeho místo zaujal jeho dlouhodobý asistent Bob Paisley. Naposledy vedl Liverpool tým naposledy ve Wembley v roce 1974 FA Charity Shield. Zemřel o sedm let později ve věku 68 let.

## Manažerské statistiky
| Carlisle United   | 1949 | 1951 |
| Grimsby Town      | 1951 | 1953 |
| Workington        | 1954 | 1955 |
| Huddersfield Town | 1956 | 1959 |
| Liverpool         | 1959 | 1974 |
| Celkem            |      |      |